# Marshall Allman
Marshall Scot Allman (Austin, 5 de abril de 1984) é um ator norte-americano, conhecido na televisão por seu papel como LJ Burrows no seriado de sucesso da Fox, Prison Break. Também é conhecido por interpretar Tommy Mickens em True Blood.
Casou-se com a atriz Jamie Anne Allman (interpretou Connie em The Shield) em 17 de junho de 2006, em Austin, Texas.

## Biografia
Allman nasceu em Austin, Texas, irmão de David Allman, e filho de Idanell (nascida em 14 de janeiro de 1950; também em Austin, Texas) e Martin James Allman, Jr. (nascido em 27 de abril de 1950; Travis County, Texas).
Jogou no clube de futebol da escola e era profundamente interessado em música contemporânea. Depois de se formar em Austin High School em 2002, ele optou por seguir uma carreira de ator em Los Angeles e estudar arte em Nova York.
Allman é cristão, em uma entrevista declarou: "Toda vez que alguém tenta representar a sua idéia de Deus, é fundamental para se lembrar de que você é uma pessoa imperfeita levando uma vida errada".

## Vida pessoal
Ele é casado e tem dois filhos gêmeos, Asher James e Oliver Charleson com a atriz Jamie Anne Allman, nascidos prematuramente em 31 de janeiro de 2013.

## Carreira
Allman fez participações especiais em séries como Without a Trace, Boston Public, Malcolm in the Middle, The Practice, Phil of the Future, Close to Home, Cold Case, Saving Grace, Grey's Anatomy, Mad Men e, mais recentemente, The Closer. Em novembro de 2009, ganhou o papel de Tommy Mickens na terceira temporada de True Blood.
Também aparece nos créditos de Shallow Ground, Little Black Book, Dishdogz e The Immaculate Conception of Little Dizzle.

## Filmografia

### Filme
| Ano  | Título                                     | Papel              | Nota |
| ---- | ------------------------------------------ | ------------------ | ---- |
| 2004 | Shallow Ground                             | Vítima #3          |      |
| 2004 | Little Black Book                          | Trotsky            |      |
| 2005 | Hostage                                    | Kevin Kelly        |      |
| 2006 | Dishdogz                                   | Kevin              |      |
| 2007 | Prey 4 Me                                  | Sean               |      |
| 2008 | Winged Creatures/Fragments                 | Carregador / Clerk |      |
| 2009 | Anytown                                    | Mike Grossman      |      |
| 2009 | The Immaculate Conception of Little Dizzle | Dory               |      |
| 2012 | Jayne Mansfield's Car                      | Alan Caldwell      |      |
| 2012 | Blue Like Jazz                             | Donald Miller      |      |
| 2013 | The Bounceback                             | Ralph              |      |
| 2013 | Sugar                                      | Marshall           |      |
| 2015 | A Year and Change                          | Victor             |      |

### Curta-metragem
| Ano  | Título              | Papel              | Nota |
| ---- | ------------------- | ------------------ | ---- |
| 2005 | Starcrossed         | Connor             |      |
| 2005 | Sweet Pea           | Ricky              |      |
| 2007 | A Day with the Urns | Bob                |      |
| 2009 | Love After Life     | Papel desconhecido |      |
| 2014 | Obituaries          | Derek Hess         |      |

## Televisão

### Série
| Ano  | Título            | Papel         | Nota                       |
| ---- | ----------------- | ------------- | -------------------------- |
| 2005 | Prison Break      | LJ Burrows    | 44 episódios (2005 - 2008) |
| 2010 | True Blood        | Tommy Mickens | 22 episódios (2010-2011)   |
| 2013 | Filthy Sexy Teen$ | Nick          | Tv piloto                  |

#### Participação
| Ano  | Título                            | Papel           | Temporada - Episódio |
| ---- | --------------------------------- | --------------- | -------------------- |
| 2003 | Without a Trace                   | Mark            | 2ª - 2               |
| 2003 | Married to the Kellys             | Tom Jovem       | 1ª - 1               |
| 2003 | Threat Matrix                     | Adolescente     | 1ª - 4               |
| 2003 | Boston Public                     | Hector          | 4ª - 4               |
| 2003 | Malcolm in the Middle             | Dylan           | 5ª - 4               |
| 2004 | The Practice                      | Todd Beck       | 8ª - 11              |
| 2005 | Phil of the Future                | Roger           | 1ª - 19              |
| 2006 | Close to Home                     | Billy Hampton   | 1ª - 22              |
| 2007 | Cold Case                         | James Hoffman   | 4ª - 12              |
| 2007 | CSI: Crime Scene Investigation    | Jonathan Alaniz | 7ª - 18              |
| 2007 | Saving Grace                      | Wade Tyrell     | 1ª - 4               |
| 2008 | Ghost Whisperer                   | Thomas Benjamin | 3ª - 11              |
| 2008 | Grey's Anatomy                    | Jeremy West     | 4ª - 16              |
| 2008 | The Closer                        | Kevin Ward      | 4ª - 3               |
| 2008 | Law & Order: Special Victims Unit | Eric Byers      | 10ª - 2              |
| 2008 | Eli Stone                         | JJ Cooper       | 2ª - 5 e 6           |
| 2009 | Life                              | Clifton Garber  | 2ª - 11              |
| 2009 | Mad Men                           | Danny Farrell   | 3ª - 10              |
| 2009 | It's Always Sunny in Philadelphia | Bezzy           | 5ª - 12              |
| 2010 | Men of a Certain Age              | Travis          | 1ª - 5               |
| 2010 | The Defenders                     | Jim Rodgers     | 1ª - 6               |
| 2011 | CSI: Miami                        | Kevin Bowers    | 10ª - 7              |
| 2012 | Justified                         | Donovan         | 3ª - 10 e 11         |
| 2012 | Sons of Anarchy                   | Devin Price     | 5ª - 5               |
| 2013 | Longmire                          | Kellen Dawes    | 2ª - 10              |
| 2015 | Aquarius                          | Robbie Arthur   |                      |
| 2015 | IZombie                           | Chad Wolcoff    | 1 episódio           |
| 2016 | Bates Motel                       | Julian Howe     | 1 episódio           |
| 2016 | Hawaii Five-0                     | Jeremy          | 1 episódio           |
| 2016 | Quantum Break                     | Charlie         | 4 episódios          |

### Telefilme
| Ano  | Título                  | Papel | Nota |
| ---- | ----------------------- | ----- | ---- |
| 2015 | Ken Jeong Made Me Do It | Andy  |      |

## Videos Clipes
| Ano  | Título     | Artista    | Álbum     |
| ---- | ---------- | ---------- | --------- |
| 2002 | "Drowning" | Crazy Town | Darkhorse |